# Petrolândia (Santa Catarina)
Petrolândia é um município brasileiro do Estado de Santa Catarina. Localiza-se a uma latitude 27º32'07" sul e a uma longitude 49º41'53" oeste, estando a uma altitude de 410 metros. Sua população estimada em 2010 era de 6131 habitantes.
Possui uma área de 306,153 km².